# Café complet
Der Café complet (französisch für vollständiger Kaffee) ist ein traditionelles Schweizer Abendessen, das aus Milchkaffee (oder auch einem anderen Getränk wie Kaffee, Tee, Wasser etc.) besteht, der zusammen mit Brot, Butter, Marmelade, Honig und Käse serviert wird. Meist wird dazu auch frisches rohes Gemüse gegessen (Rüebli, Gurken, Pepperoni, Tomate oder Fenchel), oder auch Joghurt.
Seinen Ursprung hat er in den 1870er Jahren, als Hotels in der Zentralschweiz, der Romandie und im Berner Oberland eine einfache Erfrischung für Touristen anbieten wollten. Die Hoteliers gaben ihm einen französischen Namen, da dieser in jener Zeit als modern galt.
Der Café complet erreichte seine grösste Beliebtheit nach dem Zweiten Weltkrieg, als mehr Frauen ausserhalb des Hauses arbeiteten und nach der Rückkehr am Abend nicht mehr kochen wollten.
Er entspricht ungefähr der in Deutschland bekannten „Brotzeit“.